# Одрију
Одрију (фр. Audrieu) насеље је и општина у северној Француској у региону Доња Нормандија, у департману Калвадос која припада префектури Кан.
По подацима из 2011. године у општини је живело 1049 становника, а густина насељености је износила 92,75 становника/km². Општина се простире на површини од 11,31 km². Налази се на средњој надморској висини од 45 метара (максималној 105 m, а минималној 37 m).

## Демографија
| 1962. | 1968. | 1975. | 1982. | 1990. | 1999. | 2011. |
| ----- | ----- | ----- | ----- | ----- | ----- | ----- |
| 520   | 539   | 485   | 676   | 868   | 839   | 1.049 |

График промене броја становника у току последњих година